# Вудборо (Вісконсин)
Вудборо (англ. Woodboro) — місто (англ. town) в США, в окрузі Онейда штату Вісконсин. Населення — 808 осіб (2020).

## Демографія
Згідно з переписом 2010 року, у місті мешкало 813 осіб у 351 домогосподарстві у складі 248 родин. Було 748 помешкань
Расовий склад населення:
| - 98,6 % — білих - 0,5 % — чорних або афроамериканців - 0,2 % — азіатів - 0,1 % — корінних американців |

До двох чи більше рас належало 0,5 %. Частка іспаномовних становила 0,7 % від усіх жителів.
За віковим діапазоном населення розподілялося таким чином: 17,8 % — особи молодші 18 років, 64,6 % — особи у віці 18—64 років, 17,6 % — особи у віці 65 років та старші. Медіана віку мешканця становила 47,8 року. На 100 осіб жіночої статі у місті припадало 102,2 чоловіків;  на 100 жінок у віці від 18 років та старших — 103,7 чоловіків також старших 18 років.
Середній дохід на одне домашнє господарство  становив 63 406 доларів США (медіана — 60 489), а середній дохід на одну сім'ю — 74 420 доларів (медіана — 66 645). Медіана доходів становила 41 625 доларів для чоловіків та 36 250 доларів для жінок. За межею бідності перебувало 10,4 % осіб, у тому числі 29,3 % дітей у віці до 18 років та 6,5 % осіб у віці 65 років та старших.
Цивільне працевлаштоване населення становило 466 осіб. Основні галузі зайнятості: освіта, охорона здоров'я та соціальна допомога — 20,0 %, роздрібна торгівля — 15,2 %, виробництво — 14,4 %.